# Istrorumäner
Istrorumäner (kroatiska: istrorumunji, även kallade čiribirci eller čići), är en folkgrupp och etnisk minoritet i nordöstra Istrien i Kroatien. Istrorumänerna är valaker och talar ett romanskt språk kallat istrorumänska som är besläktat med rumänskan. Den istrorumänsktalande befolkningen, som idag är assimilerad och välintegrerad i det kroatiska samhället, uppgår till cirka ettusen personer.

## Historia
Istrorumänerna bebor idag flera byar längs med bergskedjan Ćićarija och Učka i nordöstra Istrien. De första valakerna (dagens istrorumäner) tros ha anlänt till Istrien och nordvästra Kroatien i slutet av 1300-talet. I samband med att osmanernas framryckningar på Balkanhalvön under 1400-1500-talet växte antalet valaker som sökte sig till kungariket Kroatien, då en del av Habsburgska riket. 

## Språk och kultur
Istrorumänerna språk och kultur är kanske bäst bevarad i byn Žejane (istrorumänska: Jeiăn) i Istriens inland. Byn har ca 140 invånare. 

### Fotnoter
1. ↑  Istro-romanian.net